# Озеряни (Генічеський район)
Озеря́ни (крим. Çegerlı, до 15 квітня 1946 року — Великий Болград) — село в Україні, у Генічеській міській громаді Генічеського району Херсонської області, центр сільської ради. Розташоване за 30 км на північний схід від районного центру і за 16 км від залізничної станції Сокологірне на лінії Мелітополь—Джанкой. Населення становить 444 осіб.
Село тимчасово окуповане російськими військами 24 лютого 2022 року.

## Історія

Братська могила загиблих у Другій світовій війні

За писемними джерелами село виникло у 1861 році.
У січні 1918 року в селі розпочалась радянська окупація.
Під час німецько-радянської війни 105 жителів села воювали проти німецьких військ, з низ 68 чоловік нагороджені орденами і медалями СРСР.
На початку 1970-х років в селі було 146 дворів і мешкало 474 особи. Працював колгосп «Приазовський», за яким було закріплено 6,7 тисяч га сільськогосподарських угідь, у тому числі 6,3 тисяч га орної землі, 128 га саду і виноградника. Провідною сільськогосподарською культурою була озима пшениця, вирощували також ячмінь, кукурудзу, соняшник, баштанні культури, овочі. Було розвинуте м'ясо-молочне тваринництво і птахівництво. Також на той час працювали восьмирічна школа (70 учнів, 11 вчителів), будинок культури із залом на 550 місць, бібліотека,фельдшерсько-акушерський пункт, дитячий садок, відділення зв'язку, був проведений водопровід.
12 червня 2020 року, відповідно до Розпорядження Кабінету Міністрів України № 726-р «Про визначення адміністративних центрів та затвердження територій територіальних громад Херсонської області», увійшло до складу Генічеської міської громади.
17 липня 2020 року, в результаті адміністративно-територіальної реформи та ліквідації  колишнього Генічеського району увійшло до складу новоутвореного Генічеського району.

## Відомі люди
В селі народився:
- Щербак Анатолій Миколайович — Герой Радянського Союзу.
- Волик Михайло Олександрович (04.09.1921-21.02.1945) — Герой Радянського Союзу.